# InnoGames
InnoGames ist ein Entwickler und Publisher von Free-to-play Online-Spielen für Browser und mobile Plattformen mit Sitz in Hamburg. Derzeit befinden sich neun Spiele der Firma im Live-Betrieb.

## Geschichte
Die Begründer Eike und Hendrik Klindworth sowie Michael Zillmer begannen 2003 in Stade mit der Entwicklung des Browserspiels Die Stämme, das bis zum Herbst 2005 rund 50.000 Nutzer erreichte und bis heute betrieben wird. Noch im selben Jahr entschlossen sich die Gründer, hauptberuflich Browserspiele zu produzieren. Anfang 2006 mieteten sie ein Büro in Stade, schrieben einen Businessplan und stellten bald danach erste Vollzeitkräfte ein. Das Ziel: Die internationale Vermarktung von Die Stämme.
Anfang 2007 folgte die Gründung der InnoGames GmbH. Im selben Jahr zog InnoGames mit insgesamt 17 Mitarbeitern in neue Geschäftsräume in Hamburg-Harburg. Zu diesem Zeitpunkt befand sich das zweite Browserspiel,The West, bereits in der Entwicklung. Im April 2008 erfolgte die Veröffentlichung des im Wilden Westen angesiedelten Rollenspiels.
Im Herbst 2009 zog InnoGames innerhalb Harburgs um, um über 50 Mitarbeiter hinaus wachsen zu können. Im September 2009 startete das Strategie-Browserspiel Grepolis in einen Open Beta-Test mit begrenzter Nutzerzahl.
Im April 2010 gründete InnoGames mit InnoGames Korea eine Tochterfirma speziell für den asiatischen Markt. Einen Monat später wurde der Einstieg des Investors Fidelity Growth Partners Europe (FGPE) bekannt gegeben. Im Juli kündigte die Firma den Start des Open Beta-Tests des auf The West basierenden Facebook-Spiels WestWars an. Im August folgten der Open Beta-Test des Fantasy-Rollenspiels Seven Lands sowie die Ankündigung von Tribonia, einem vom japanischen Studio Rosso Index entwickelten Client-basierten Fantasy-PC-Spiel, für das InnoGames die Vermarktungsrechte für Europa und Nordamerika erworben hatte.
Im Februar 2011 startete InnoGames unter innogames.com ein zentrales Spieleportal für seine zu diesem Zeitpunkt rund 60 Millionen registrierte  Nutzer. Außerdem gab das Unternehmen am folgenden Tag bekannt, künftig von Gerhard Florin als Chairman beraten zu werden. Dieser hatte zuletzt bei Electronic Arts als Executive Vice President of Publishing gearbeitet. Im Juni wurde die Einstellung von Tribonia aufgrund technischer und inhaltlicher Probleme kommuniziert. Im Juli erfolgte die Ankündigung des Südsee-Browserspiels Lagoonia. Im August wurde der Start des Open Beta-Tests von Bounty Hounds Online verkündet, einem Client-basierten Sci-Fi Action-MMO für PC, für das InnoGames exklusive Vermarktungsrechte für Europa erworben hatte.
Das Jahr 2012 begann mit der Nachricht, dass InnoGames SevenLands spätestens zu Ende Mai vom Netz nehmen würde. Im April startete der Open Beta-Test des Echtzeit-Strategiespiels Forge of Empires für den Browser.
Im Februar 2013 verkündete InnoGames die Eröffnung eines neuen Standortes im brasilianischen São Paulo, mit dem die Marktposition in Südamerika weiter ausgebaut werden sollte. Im April teilte das Unternehmen mit, dass Bounty Hounds Online eingestellt wird. Drei Monate später gab die Firma bekannt, die Arbeiten an Kartuga, einer browserbasierten 3D-Seefahrer-Simulation, ebenfalls einzustellen und gleichzeitig das Entwicklerstudio Ticking Bomb Games zu schließen. Als Gründe wurden Qualitätsmängel und eine Kollision mit der damaligen Cross-Plattform-Strategie genannt. Nach einem Bericht von Golem.de handelte es sich – neben Remanum von Travian Games – um einen weiteren aufwändig produzierten Prestigetitel, der keine ausreichende Nutzerbasis finden konnte, und damit beispielhaft für einen im Umbruch befindlichen Markt für Browserspiele in den Jahren 2012 und 2013 stehe. Im September 2013 veröffentlichte InnoGames Grepolis als App für iOS, im Oktober 2013 für Android.
Im März 2014 zog InnoGames in neue Büroräume mit Platz für 500 Mitarbeiter in der Hamburger City Süd, wo die Firma aktuell noch ansässig ist. Im Mai wurde die iPad-App von Forge of Empires veröffentlicht. Ebenfalls im Mai wurde die Veröffentlichung des Strategie-Spiels Rising Generals für iOS, Android und Browser angekündigt. Im September startete InnoGames den Open Beta-Test der Browserversion des offiziellen Die Stämme-Nachfolgers Tribal Wars 2. Im selben Monat kam die iPhone-Version von Forge of Empires auf den Markt. Im November kommunizierte das Unternehmen den Launch der Android-Version von Tribal Wars 2 sowie die kommende Abschaltung von Lagoonia im Dezember.
Im Januar 2015 eröffnete die Firma ein neues Studio in Düsseldorf, das sich seitdem der Entwicklung von Mobile Games widmete und kommunizierte die Abschaltung von Rising Generals. Im März erschien die Android-Version von Forge of Empires. Im Mai verkündete InnoGames die Veröffentlichung des Fantasy-Aufbauspiels Elvenar für den Browser. Im Juni erfolgte der Launch der iOS-Version von Tribal Wars 2.
Im März 2016 ergänzten das Team und die drei Gründer des Oberhausener Entwicklers Funatics Software GmbH das Düsseldorfer Studio von InnoGames. Im Oktober akquirierte das schwedische Medienunternehmen Modern Times Group (MTG) insgesamt 35 % von den Gründern und dem ehemaligen Investor Eight Roads Ventures (ehemals FGPE), basierend auf einem Unternehmenswert von 260 Millionen Euro.
Im Februar 2017 gab InnoGames den Einkauf des rundenbasierten Strategiespiels Warlords bekannt, welches vom Berliner Entwicklerstudio Wooga für mobile Plattformen produziert worden war. Im Mai verkündete MTG eine Erhöhung ihres Anteils auf 51 % der Aktien durch ein Investment von weiteren 82,6 Millionen Euro. Im September erfolgte der Relaunch von Warlords unter dem Namen Warlords of Aternum. Im November wurden die mobilen Versionen von Elvenar veröffentlicht.
Im Juni 2018 gab InnoGames bekannt, die Produktion für ein zuvor in Düsseldorf entwickeltes Spiel in Hamburg fortzuführen. In der Folge wurde das Büro in Düsseldorf zum 31. Dezember geschlossen.
Im Februar 2019 veröffentlichte InnoGames das rundenbasierte Strategiespiel God Kings für iOS- und Android-Geräte. Im Juni erreichte Forge of Empires einen Gesamtumsatz von €500 Millionen. Darüber hinaus vermeldete das Unternehmen im November das Erreichen von einer Milliarde Euro Gesamtumsatz seit seiner Gründung.
Ende 2020 erhöhte MTG seine Anteile an InnoGames auf 68 %. Die Transaktion beinhaltete außerdem die Gründung der Gaming-Gruppe MTG Gaming AB („GamingCo“). Die InnoGames-Gründer hielten zu diesem Zeitpunkt ca. 28 % der Anteile an GamingCo.
Im Januar 2021 verkündete InnoGames, dass God Kings eingestellt wird. Im Februar veröffentlichte das Unternehmen seine bislang letzte Pressemitteilung zu seiner finanziellen Performance. Darin wurde der Umsatz für das Jahr 2020 auf 220 Millionen Euro beziffert. Ebenfalls im Februar  verriet ein Interview mit Games-Medium 80lv, dass sich ein Insel-Simulationsspiel mit dem Namen Lost Survivors im Soft Launch befindet.
Im Januar 2022 verkündete InnoGames die Veröffentlichung des Städte-Aufbauspiels Rise of Cultures für iOS und Android, das bereits seit März 2021 bei Google Play verfügbar war. Im Gegensatz zum Player-versus-Player-Fokus von Forge of Empires stehen bei Rise of Cultures Player-versus-Environment-Kämpfe im Vordergrund. Mit Sunrise Village folgte im Februar die Ankündigung eines weiteren Spiels für iOS und Android. Die seit September 2021 bei Google Play verfügbare Erkundungs- und Dorfsimulation erweiterte das Spieleportfolio von InnoGames um ein neues Genre. Im Juli 2022 veröffentlichte InnoGames als erstes deutsches Gamesunternehmen seine Gehaltsbänder. Als Motivation für den Schritt nannte das Unternehmen unter anderem die Entkräftung bestehender Vorurteile gegenüber der Vergütung in der Gamesbranche sowie eine höhere Arbeitgeberattraktivität für weibliche und branchenfremde Arbeitskräfte. Im Oktober erschien die Browser-Version von Rise of Cultures.
Im April 2023 berichtete das deutsche Gamesbranchen-Medium GamesWirtschaft, dass sich ein von InnoGames entwickeltes Spiel mit dem Titel Heroes of Fate and Fortune im Softlaunch befindet. Anlässlich des 20. Jubiläums von Die Stämme teilte InnoGames im Juni mit, dass das Erstlingswerk einen Gesamtumsatz von über 180 Millionen Euro erwirtschaftet hat. Im August folgte die Veröffentlichung der Browserversion von Sunrise Village sowie die Meldung, dass Forge of Empires die Umsatzmarke von 1 Milliarde Euro erreicht hat. Zum Ende desselben Monats stellte InnoGames den Betrieb von Warlords of Aternum ein.
Im September 2024 verkündete das Unternehmen den weltweiten Launch seines neuen Titels Heroes of History, eine Kombination von City-Building und Hero Collection für iOS und Android. Parallel kommunizierte InnoGames im Rahmen des 15-jährigen Jubiläums von Grepolis, dass der Titel mittlerweile die Marke von 200 Millionen Euro Gesamtumsatz überschritten hat. Im November folgte die Veröffentlichung der Browserversion von Heroes of History. Im selben Monat berichtete GamesWirtschaft, dass das offiziell unangekündigt gebliebene Spiel Heroes of Fate and Fortune zwischenzeitlich eingestellt wurde. Derselbe Artikel erwähnte zudem, dass ein neuer InnoGames-Titel mit dem Namen Food Fight TD: Tower Defense für das Jahr 2025 geplant ist. Zu diesem Zeitpunkt war das offiziell unangekündigt gebliebene Spiel bereits 5 Monate auf Google Play verfügbar.
Im März 2025 gab GamesWirtschaft bekannt, dass Food Fight TD: Tower Defense zwischenzeitlich an die in Flensburg ansässigen Neox Studios verkauft wurde. Anlässlich des 10-jährigen Jubiläums von Elvenar teilte InnoGames im April mit, dass der Titel insgesamt mehr als 200 Millionen Euro eingespielt hat. Im Mai informierte das Unternehmen die Community von Lost Survivors, dass das Spiel, das offiziell unangekündigt geblieben ist, am 15. Juli vom Netz gehen wird.

## Kritik
Free-to-play-Spiele, die das Geschäftsmodell von InnoGames darstellen, werden generell dafür kritisiert, durch schnell und einfach erreichbare Erfolge für relativ kleine Geldbeträge insbesondere Kinder zu animieren, unbedacht und mehrfach Geld für Spielvorteile auszugeben.

## Spiele im Live-Betrieb
| Jahr (Veröffentlichung) | Titel             | Aktuelle Plattform(en) |
| ----------------------- | ----------------- | ---------------------- |
| 2003                    | Die Stämme        | Android, Browser, iOS  |
| 2008                    | The West          | Browser                |
| 2009                    | Grepolis          | Android, Browser, iOS  |
| 2012                    | Forge of Empires  | Android, Browser, iOS  |
| 2014                    | Tribal Wars 2     | Android, Browser, iOS  |
| 2015                    | Elvenar           | Android, Browser, iOS  |
| 2021                    | Rise of Cultures  | Android, Browser, iOS  |
| 2021                    | Sunrise Village   | Android, Browser, iOS  |
| 2024                    | Heroes of History | Android, Browser, iOS  |

## Eingestellte Spiele
| Jahr (Abschaltung) | Titel                      | Plattform(en)         |
| ------------------ | -------------------------- | --------------------- |
| -                  | WestWars                   | Facebook              |
| 2011               | Tribonia                   | PC (Client)           |
| 2011               | Bounty Hounds Online       | PC (Client)           |
| 2012               | Seven Lands                | Browser               |
| 2013               | Kartuga                    | Browser               |
| 2013               | Lagoonia                   | Browser               |
| 2015               | Rising Generals            | Android, Browser, iOS |
| 2019               | God Kings                  | Android, iOS          |
| 2023               | Warlords of Aternum        | Android, iOS          |
| 2023 od. 2024      | Heroes of Fate and Fortune | Android, iOS          |
| 2025               | Lost Survivors             | Android, iOS          |

## Auszeichnungen
Rise of Cultures:
- 2023 – Nominierung für den Deutschen Computerspielpreis in der Kategorie „Bestes Mobiles Spiel“[76]

Forge of Empires:
- 2012 – Nominierung für den European Games Award in der Kategorie „Best European Browser Game“[77]
- 2012 – Nominierungen für den Deutschen Entwicklerpreis in den Kategorien „Bestes Game Design“ und „Bestes Browserspiel“[78]
- 2013 – Gewinner des Deutschen Computerspielpreises in der Kategorie „Bestes Browserspiel“[79]
- 2013 – Gewinner des MMO of the Year Award in der Kategorie „Best Strategy Browser MMO“ (Jury-Preis)[80]
- 2019 – Nominierung für den Deutschen Entwicklerpreis in der Kategorie „Dauerbrenner“[81]

Grepolis:
- 2009 – Nominierungen für den Deutschen Entwicklerpreis in den Kategorien „Bestes Strategiespiel“ und „Bestes deutsches Browsergame“[82]
- 2010 – Nominierung für den Bäm! Computec Games Award in der Kategorie „Online- oder Browsergames“[83]
- 2011 – Nominierung für den European Games Award in der Kategorie „Best European Browser Game“[84]
- 2012 – Gewinner des MMO of the Year Award in der Kategorie „Best Classic Browser MMO“ (Jury-Preis)[85]

Die Stämme:
- 2006 – Gewinner des GalaxyNews Browserspiel des Jahres Awards in der Kategorie „Spielspaß“ (Publikumspreis)[86]
- 2006 – Gewinner des MMO of the Year Awards in der Kategorie „Best Gameplay“ (Publikumspreis)[87]

Seven Lands:
- 2010/11 – Gewinner des MMO of the Year Awards in der Kategorie „Best Role-playing“ (Jury-Preis)[88]

The West:
- 2008  – Gewinner des MMO of the Year Awards in den Kategorien „Browser Game of the Year“ (Jury-Preis), „Best Game Design“ (Jury-Preis), „Best Gameplay“ (Jury-Preis) und „Best Role-playing“ (Jury-Preis)[89]
- 2010/11 – Gewinner des MMO of the Year Awards in der Kategorie „Best Game Expansion“ (Publikumspreis)[89]